# Jiangsu Classic 2009
Jiangsu Classic 2009 (Wuzou International Group Jiangsu Classic) var en inbjudningsturnering i snooker som spelades mellan 4 och 7 juni 2009.

## Gruppspel
| Spelare         | Resultat | Spelare         |
| Grupp A         | Grupp A  | Grupp A         |
| --------------- | -------- | --------------- |
| Ding Junhui     | 1 – 2    | Li Hang         |
| Mark Allen      | 2 – 0    | Stephen Hendry  |
| Ryan Day        | 2 – 0    | Peter Ebdon     |
| Ding Junhui     | 2 – 1    | Stephen Hendry  |
| Ryan Day        | 2 – 0    | Mark Allen      |
| Peter Ebdon     | 1 – 2    | Li Hang         |
| Ding Junhui     | 2 – 1    | Mark Allen      |
| Ryan Day        | 1 – 2    | Li Hang         |
| Peter Ebdon     | 1 – 2    | Stephen Hendry  |
| Ryan Day        | 2 – 1    | Stephen Hendry  |
| Ding Junhui     | 2 – 1    | Peter Ebdon     |
| Mark Allen      | 2 – 0    | Li Hang         |
| Stephen Hendry  | 2 – 0    | Li Hang         |
| Mark Allen      | 2 – 0    | Peter Ebdon     |
| Ding Junhui     | 2 – 0    | Ryan Day        |
| Grupp B         |          |                 |
| Shaun Murphy    | 2 – 0    | Jin Long        |
| Joe Perry       | 0 – 2    | Marco Fu        |
| Allister Carter | 0 – 2    | Mark Selby      |
| Shaun Murphy    | 2 – 0    | Marco Fu        |
| Allister Carter | 2 – 1    | Joe Perry       |
| Mark Selby      | 2 – 1    | Jin Long        |
| Shaun Murphy    | 0 – 2    | Joe Perry       |
| Allister Carter | 2 – 1    | Jin Long        |
| Mark Selby      | 1 – 2    | Marco Fu        |
| Allister Carter | 0 – 2    | Marco Fu        |
| Shaun Murphy    | 2 – 0    | Mark Selby      |
| Joe Perry       | 2 – 1    | Jin Long        |
| Marco Fu        | 2 – 0    | Jin Long        |
| Joe Perry       | 2 – 1    | Mark Selby      |
| Shaun Murphy    | 2 – 1    | Allister Carter |

| Position | Spelare        | SM | VM | VF | FF | +/– | Poäng |
| -------- | -------------- | -- | -- | -- | -- | --- | ----- |
| 1        | Ding Junhui    | 5  | 4  | 9  | 5  | 4   | 4     |
| 2        | Mark Allen     | 5  | 3  | 7  | 4  | 3   | 3     |
| 3        | Ryan Day       | 5  | 3  | 7  | 5  | 2   | 3     |
| 4        | Li Hang        | 5  | 3  | 6  | 5  | 1   | 3     |
| 5        | Stephen Hendry | 5  | 2  | 6  | 7  | –1  | 2     |
| 6        | Peter Ebdon    | 5  | 0  | 3  | 10 | –7  | 0     |

| Position | Spelare         | SM | VM | VF | FF | +/– | Poäng |
| -------- | --------------- | -- | -- | -- | -- | --- | ----- |
| 1        | Shaun Murphy    | 5  | 4  | 8  | 3  | 5   | 4     |
| 2        | Marco Fu        | 5  | 4  | 8  | 3  | 5   | 4     |
| 3        | Joe Perry       | 5  | 3  | 7  | 6  | 1   | 3     |
| 4        | Mark Selby      | 5  | 2  | 6  | 7  | –1  | 2     |
| 5        | Allister Carter | 5  | 2  | 5  | 8  | –3  | 2     |
| 6        | Jin Long        | 5  | 0  | 3  | 10 | –7  | 0     |

## Slutspel
Gruppettorna mötte grupptvåorna i kors.
|  | Semifinaler: Bäst av 9 frames | Semifinaler: Bäst av 9 frames |   |             | Final: Bäst av 11 frames | Final: Bäst av 11 frames |  |  |  |  |
|  |                               |                               |   |             |                          |                          |  |  |  |  |
|  | Ding Junhui                   | 5                             |   |             |                          |                          |  |  |  |  |
|  | Marco Fu                      | 1                             |   |             |                          |                          |  |  |  |  |
|  | Marco Fu                      | 1                             |   | Ding Junhui | 0                        |                          |  |  |  |  |
|  |                               |                               |   | Ding Junhui | 0                        |                          |  |  |  |  |
|  |                               | Mark Allen                    | 6 |             |                          |                          |  |  |  |  |
|  | Shaun Murphy                  | Mark Allen                    | 6 | 2           |                          |                          |  |  |  |  |
|  | Shaun Murphy                  |                               |   | 2           |                          |                          |  |  |  |  |
|  | Mark Allen                    | 5                             |   |             |                          |                          |  |  |  |  |

## Final
| Final: Bäst av 12 frames Wuxi, Kina                          |                |             |
| Mark Allen                                                   | 6 – 0          | Ding Junhui |
| 105 (64)–0, 81 (71)–8, 102 (74)–19, 63–41, 68–32, 67 (58)–14 |                |             |
| 37                                                           | Högsta break   | 74          |
| 0                                                            | Century breaks | 0           |
| 0                                                            | 50+ breaks     | 4           |